# منظمة غير ربحية ذات منفعة متبادلة
الشركة أو المنظمة غير الربحية ذات المنفعة المتبادلة (بالإنجليزية: Mutual-benefit nonprofit corporation)‏ أو عضوية الشركات هي نوع من الشركات غير الربحية في الولايات المتحدة، على غرار المنظمات الأخرى ذات المنفعة المتبادلة الموجودة في بعض دول القانون العام، والتي ترخصها الحكومة بتفويض لخدمة المنفعة المتبادلة لأعضائها.
يمكن أن تكون منظمة المنفعة المتبادلة غير ربحية أو غير هادفة للربح في الولايات المتحدة، ولكن لا يمكنها الحصول على حالة غير ربحية (منظمة 501(c)(3)) من دائرة الإيرادات الداخلية كمنظمة خيرية.  وهي تختلف في قانون الولايات المتحدة عن الشركات غير الربحية ذات النفع العام والشركات الدينية [الإنجليزية]. لا يزال يتعين على شركات المنفعة المتبادلة تقديم الإقرارات الضريبية ودفع ضريبة الدخل لأنها لم تؤسس لغرض يهدف إلى إفادة الجمهور العام (على عكس الشركات غير الربحية ذات المنفعة العامة) ولكن بدلاً من ذلك لتوفير جمعية من الأشخاص ذوي المنفعة المشتركة. نظرًا لغرضها الخاص، تدفع شركة المنفعة المتبادلة نفس الضرائب التي تدفعها شركة عادية هادفة للربح (معدلات ضريبة الشركة محدودة المسؤولية). ومع ذلك، لا تزال مصلحة الضرائب تسمح بالإعفاءات الضريبية لأنواع معينة من المنظمات غير الربحية ذات المنفعة المتبادلة منظمة 501(c).
تؤسس منظمات المنفعة المتبادلة لتحقيق أغراض مكاسب مشتركة مثل توفير التأمين للأعضاء (لا تزال العديد من شركات التأمين "مشتركة" في أسمائها، على الرغم من أن العديد منها اعتمد منذ ذلك الحين أشكالًا أخرى للشركات)، أو إنشاء مؤسسة مالية مجتمعية، أو إدارة الممتلكات المشتركة، أو الترويج الرفاه الاجتماعي أو الاقتصادي للأفراد أو المنظمات الأعضاء (على سبيل المثال من خلال المجموعات التجارية أو المنظمات المهنية أو المناطق التجارية). تنظم بعض شركات المياه المتبادلة كشركات ذات منفعة متبادلة؛ وشركة العضوية الكهربائية مثال آخر.
تعود جذور شركات المنفعة المتبادلة إلى مجتمعات المنفعة [الإنجليزية] التي نشأت لتقديم الخدمات والتضامن للعمال خلال الثورة الصناعية، على الرغم من أن معظمها اليوم ليس لديه أي صلة خاصة بالحركات العمالية.